# Ishaq ben Ali
Ishaq ben Ali (berbère : ⵉⵙⵃⴰⵇ ⵓ ⵄⴰⵍⵉ) fut le 5e et dernier émir de la dynastie des Almoravides. Ishaq ben Ali fut tué lors de la prise de Marrakech par les Almohades en 1147.
Après la mort de Tachfine ben Ali en Ramadan 539 AH / janvier 1145 AD, et l’allégeance à son neveu Ibrahim ben Tachfin, âgé de quatorze ans, Ishaq refusa de prêter allégeance et proclama son propre émirat. Cela entraîna une division parmi les cheikhs de Lamtuna à Marrakech, et les deux factions s'affrontèrent. L'affaire se termina par la destitution d'Ibrahim ben Tachfin et la nomination d'Ishaq ben Ali. À ce moment-là, l'armée de Abd al-Mu'min ben Ali, le chef des Almohades, approchait de Fès.
L'armée des Almohades atteignit Marrakech le premier jour de Muharram 541 AH / 12 juin 1146 AD et l'assiégea. Le siège dura plus de neuf mois jusqu'à ce que les Almohades réussissent à prendre la ville le 18 Shawwal 541 AH / 22 mars 1147 AD. Ishaq ben Ali se réfugia alors avec un groupe dans la forteresse « Qasr al-Hajar » de la ville. Cependant, ils ne résistèrent pas longtemps avant d'être capturés et amenés devant Abd al-Mu'min ben Ali, et Ishaq ainsi que ceux qui l'accompagnaient furent tués peu de temps après.